# Marla-Svenja Liebich
Marla-Svenja Liebich (* 1972 als Sven Liebich in Halle/Saale) ist in Deutschland in der rechtsextremen Szene aktiv und wurde durch Provokationen bundesweit bekannt. Liebich gilt als eine der prägenden Figuren der rechtsextremen Szene in Sachsen-Anhalt. Von Liebich organisierte Demonstrationen führten wiederholt zu Gegenprotesten, bei denen Personen der Zivilgesellschaft, Kirchen und antifaschistische Gruppen auf die Straße gingen. Liebichs Änderung des Geschlechtseintrags wird aufgrund vorangegangener queerfeindlicher Äußerungen Liebichs als Provokation aufgefasst.

## Leben
Liebich wuchs in Halle (Saale) auf und hat zwei Schwestern. Liebich war anfangs beim Finanzamt tätig. Bereits in den 1990er-Jahren trat Liebich durch Aktivitäten in rechtsextremen Kreisen in Erscheinung, zunächst als Kopf des Netzwerkes Blood and Honour in Sachsen-Anhalt. Mitte der 1990er-Jahre baute Liebich einen Versandhandel für Rechtsrock auf und betrieb bis zur Gewerbeuntersagung durch die Stadt Halle im Jahr 2023 den Hetzblog Halle Leaks und den Versandhandel l & h-shirtzshop GmbH, der vor allem durch hetzerische Slogans auf T-Shirts und Buttons Aufmerksamkeit erregte.
Im Januar 2025 wurde Liebichs Änderung des Vornamens und des Geschlechtseintrages auf „weiblich“ gültig und öffentlich. Der Jurist Christian Rath bezeichnete die Änderung des Geschlechtseintrags als „missbräuchlich“ sowie als „reine Provokation“. „Wer das Geschlecht nur zu Provokationszwecken ändert, wird im Strafvollzug voraussichtlich weiter als Mann behandelt.“ Liebich selbst nannte queere Menschen „Parasiten der Gesellschaft“. Der Geschlechtswechsel Liebichs zog Kritik am möglichen Missbrauch des neuen Selbstbestimmungsrechtes auf sich.

## Wirken

### Rechtsextremismus in Sachsen-Anhalt
Seit Anfang der 2000er-Jahre ist Liebich in Halle rechtsextremistisch aktiv und entwickelte sich zu einer zentralen Neonazifigur in Sachsen-Anhalt. Liebich organisierte zahlreiche Demonstrationen, vor allem in Halle (Saale), unter anderem gegen die Asylpolitik der Bundesregierung, die Europäische Union und nannte die Medien wiederholt „Lügenpresse“. Dabei fiel Liebich regelmäßig durch das Verbreiten von Verschwörungstheorien, Antisemitismus, rassistischen, homophoben Aussagen und Beleidigungen auf. Zu Liebichs Positionen gehörte unter anderem eine Unterstützung des russischen Angriffskrieges in der Ukraine. Liebich zeigte mehrfach das Z-Propagandasymbol.
Kritiker werfen Liebich vor, gezielt zu polarisieren und eine Stimmung der Einschüchterung in Halle und Umgebung zu fördern. Liebichs Aktionen sind laut Verfassungsschutzbericht 2022 und 2023 des Verfassungsschutz Sachsen-Anhalt bundesweit „ohne Beispiel“ und der Verfassungsschutzbericht widmet Liebich im Bereich Rechtsextremismus jährlich ein eigenes mehrseitiges Unterkapitel.

### Positionen und Wirken in der COVID-19-Pandemie
Ab Mai 2020 verbreitete Liebich Verschwörungstheorien insbesondere zur COVID-19-Pandemie in Deutschland und organisierte Proteste gegen Schutzmaßnahmen zur COVID-19-Pandemie in Deutschland mit oder rief dazu auf.
Des Weiteren tätowierte sich Liebich während der Corona-Pandemie einen Judenstern mit dem Wort „ungeimpft“ und vertrieb derartige Sternanstecker auch im eigenen Onlineshop. Die Gleichsetzung der Judenverfolgung mit der Behandlung „Ungeimpfter“ während der Corona-Pandemie sorgte für Entsetzen. Es folgten eine Durchsuchung des Onlineshops und eine Anzeige wegen Volksverhetzung.
Liebich galt als eine zentrale Person der Querdenker-Bewegung in Halle.

## Juristische Auseinandersetzungen
Liebich war mehrfach Ziel strafrechtlicher Ermittlungen. Die Vorwürfe lauteten unter anderem Volksverhetzung, Beleidigung und die Verbreitung von verfassungsfeindlicher Propaganda. In mehreren Verfahren wurde Liebich verurteilt, darunter zu Geldstrafen und Freiheitsstrafen, unter anderem wegen Volksverhetzung.
Wegen des Vertriebs von Baseballschlägern mit der Aufschrift „Abschiebehelfer“ und weiterer Taten wurde Liebich im Juli 2023 vom Amtsgericht Halle (Saale) erstinstanzlich (unter Einbeziehung der Strafen aus einem vorangegangenen Urteil des Amtsgerichts Halle) zu einem Jahr und sechs Monaten Freiheitsstrafe ohne Aussetzung zur Bewährung verurteilt. Als Berufungsinstanz bestätigte das Landgericht Halle im August 2024 das Strafmaß und die Verurteilung unter anderem wegen Volksverhetzung, übler Nachrede und Beleidigung, woraufhin Liebich Revision einlegte. Die Revision scheiterte am 14. Mai 2025 auch vor dem Oberlandesgericht Naumburg, der Schuldspruch wurde somit rechtskräftig.
Für den tätlichen Angriff auf einen Fotografen auf einer Coronademonstration im November 2020 wurde Liebich vom Amtsgericht Leipzig im September 2023 wegen gefährlicher Körperverletzung zu einer siebenmonatigen Freiheitsstrafe ohne Bewährung verurteilt. Auch in diesem Fall ging Liebich in Berufung. Das Verfahren wurde vom Landgericht Leipzig im Juli 2025 eingestellt.
Seit der Namensänderung 2024 geht Liebich massenhaft juristisch gegen Nennungen des alten Namens vor. 1.000 Anzeigen nannte Liebichs X-Account im Sommer 2025 als bald erreichbares Ziel, mehr als 500 seien schon an die Polizei Halle geschickt worden.
Nachdem Nius-Chefredakteur Julian Reichelt auf der Plattform „X“ Liebich indirekt als Mann bezeichnet („Sven Liebich ist keine Frau“) und Liebich hiergegen eine einstweilige Verfügung beantragt hatte, entschied die zweite Zivilkammer des Landgerichts Berlin II am 18. August 2025 gegen Liebich, denn dieser Eingriff in das Persönlichkeitsrecht sei im vorliegenden Fall durch das überwiegende Recht auf Meinungsfreiheit gedeckt und deshalb nicht rechtswidrig.